# Régiments étrangers au service de l'Ancien Régime
Les régiments étrangers au service de l'Ancien Régime sont des régiments qui servirent le royaume de France sous l'Ancien Régime et dont le personnel a été recruté, généralement sur base du volontariat mercenaire, hors des frontières du royaume, principalement en Suisse, dans les États allemands, en Ecosse et en Irlande et en Wallonie, de petits contingents étant également levés au sein d'autres États. Les régiments « suédois » et « polonais » étaient généralement considérés comme « régiments allemands », et les unités écossaises étaient « assimilées » aux régiments irlandais. Seul le « régiment de Yoel », puis son successeur, le « régiment Royal-Danois », reçurent la désignation particulière de « régiments danois ». Des régiments suisses reçurent parfois l'appellation de « régiments des Grisons » ou de « régiments bâlois ».
Depuis le Moyen Âge, les souverains français ont appelé à leur service des mercenaires originaires de diverses nations voisines pour former des unités qui étaient souvent parmi les meilleures de leurs armées. Sous l'Ancien Régime, les armées du royaume de France comptèrent ainsi régulièrement dans leurs rangs de nombreuses troupes recrutées à l'étranger. Ces troupes étrangères servirent principalement dans l'infanterie mais aussi dans la cavalerie, notamment comme hussards. D'autres troupes étrangères n’ont pas été enrégimentées.
Sous Louis XV, le nombre et le rôle des régiments étrangers dans l'armée française connut son apogée.
Cet article couvre la période allant de la fin du Moyen Âge à la Révolution française, marquant la fin historique de l'Ancien régime. En 1791, les nombreux régiments étrangers furent convertis en régiments d'infanterie de ligne « nationaux », leurs personnels étrangers choisissant tantôt de rester au service de la France et de devenir citoyens français, tantôt de rejoindre leurs patries d'origine et pour certains, de servir dans les armées ennemies de la République.
Suivant la coutume voulant qu'en général ces régiments étrangers fussent nommés d'après leur colonel-propriétaire ou leur origine géographique, ces unités ont souvent changé plusieurs fois de nom au fil des décennies, de même parfois que de drapeau d'ordonnance, selon le souhait de leurs maîtres. Certains, particulièrement éprouvés pendant les campagnes, disparurent par amalgame avec d'autres dont ils permirent de reconstituer les effectifs. Les variantes orthographiques des patronymes des colonels-propriétaires étrangers ou les noms d'origine étrangère constituent également parfois un écueil pour l'identification exacte des unités.
Voir aussi, en complément iconographique du présent article, Drapeaux et uniformes des régiments étrangers au service de l'Ancien Régime

## Les mercenaires au service de la France: aperçu historique

### Moyen Âge et Renaissance
Trois grandes étapes marquèrent l'arrivée des mercenaires étrangers dans les rangs des armées royales françaises pendant ces périodes historiques.
Guerre de Cent Ans et fin du Moyen Âge
Des mercenaires étrangers serviront les rois de France dès l'époque du Moyen Âge : des Génois sous Saint Louis, des Ligures et des Espagnols à la bataille des Éperons d'or, des arbalêtriers génois encore pendant la guerre de Cent Ans.
Écossais guerre de Cent Ans : leur grande période fut le dernier épisode de cette longue guerre, commençant après la catastrophe française d’Azincourt en 1415, quand le Dauphin de France supplia l’Écosse de l’aider « dans notre grand besoin et nécessité ». Le parlement écossais envoya une force de 6 000 hommes, commandée par le comte de Buchan, Archibald Douglas, comte de Wigtown et Stewart Darnely. Ce furent les Écossais qui donnèrent le premier échec aux Anglais jusqu’alors invaincus quand ils les défirent à Beaugé en 1421. auld alliance
À la fin de ce conflit, le service militaire féodal traditionnel ne pouvant plus fournir de contingents — milices communales — suffisamment importants, rapidement disponibles de manière pérenne pour des campagnes de longue durée de l'ost royal et de quelque valeur militaire, les rois de France feront de plus en plus régulièrement appel aux mercenaires étrangers. Licenciés, ceux-ci viendront grossir les rangs des Grandes compagnies qui mettront une partie de la France, la Picardie, l'Alsace et la Lorraine en coupe réglée. Pour combattre ces bandes, Louis XI aura recours à des mercenaires suisses qui par la suite deviendront les instructeurs et cadres de son infanterie nationale.
Guerres d'Italie
Ses successeurs, Charles VIII et Louis XII, feront également appel à des contingents de mercenaires lors des premières guerres d'Italie - le second cité aura quelque 1 500 Suisses à son service en 1500. Lors de ces conflits, ceux-ci seront tour à tour adversaires (bataille de Marignan (1515) au cours de laquelle François Ier engage contre eux 15 000 lansquenets allemands) puis alliés (bataille de la Bicoque (1522), bataille de Pavie (1525) où ils servirent aux côtés de mercenaires allemands) des souverains français, la Suisse ayant en 1516 signé une paix perpétuelle avec la France, qui obtient alors le droit de lever des troupes mercenaires confédérées - droit dont elle profitera jusqu'à la fin du XVIIIe siècle.
C'est l'empereur Maximilien Ier qui, pour remplacer à moindre frais les mercenaires helvétiques devenus financièrement très exigeants, lèvera les premières unités des lansquenets. Victorieux de leurs « concurrents » lors des batailles de Marignan et de Pavie où ils servirent dans les deux camps en présence, « les lansquenets formèrent partout l'ossature solide de l'infanterie et servirent de modèles aux premiers régiments d'infanterie nationaux », de nombreux régiments de mercenaires allemands servant par ailleurs dans les rangs de l'armée royale à leur suite.
Guerres de Religion
Pendant les guerres de religion qui ensanglantèrent le royaume de 1562 à 1598, des mercenaires, engagés dans un premier temps par les protestants, parfois avec l'aide financière de princes étrangers, se retrouvèrent finalement dans les rangs des armées des deux partis en présence.
La bataille de Vimory, près de Montargis, opposa, le 26 octobre 1587, l’armée royale commandée par Henri Ier de Guise aux mercenaires allemands et suisses engagés par les protestants.
Aux Écossais de la guerre de Cent Ans et aux Suisses venus grossir les rangs de l'armée royale dès la fin du Moyen Âge — en ce compris, les uns et les autres, au sein de la garde personnelle du souverain — viendront ainsi, à la fin de la Renaissance, se joindre de nombreux Allemands — qui « font foule […] dans les milices françaises, la royauté achetant des lansquenets et des reîtres allemands aussi volontiers que les Suisses » — ainsi que les premiers catholiques irlandais, venus en France à la suite de l'établissement de l'anglicanisme dans les îles britanniques après le schisme de Henry VIII. Ces « nations » fourniront désormais l'essentiel des effectifs des régiments étrangers au service de la royauté et ce jusqu'à la fin de l'Ancien régime.

### Les conflits du Grand Siècle et les armées de Louis XIV
La guerre de Trente Ans (1618-1648)
En 1635, le royaume de France, engagé dans la guerre de Trente Ans aux côtés de la Suède et des princes protestants allemands contre le Saint-Empire romain germanique et l'Espagne, prend à sa solde l'Armée de Weimar du duc Bernard de Saxe-Weimar composée de 16 régiments puis, au décès de ce dernier en 1639, le place sous commandement français Appelés « Weimariens » ou « Suédois », ces soldats, redoutés pour leur brutalité et leurs exactions, étaient de nationalités diverses puisque outre des Allemands, on y trouvait des Suisses, des Écossais, des Polonais, des Hollandais, des Lorrains...
| campagne | nombre total | dont régiments étrangers | détails des régiments étrangers                                   | notes |
| -------- | ------------ | ------------------------ | ----------------------------------------------------------------- | ----- |
| 1643     | 166          | 25                       | 7 suisses 4 irlandais 4 écossais 8 allemands 1 liègeois 1 italien |       |
| 1644     | 166          | 31                       |                                                                   |       |
| 1645     | 188          | 36                       |                                                                   |       |
| 1646     | 196          | 46                       |                                                                   |       |
| 1647     | 195          | 50                       |                                                                   |       |
| 1648     | 199          | 51                       |                                                                   |       |

Règne de Louis XIV
Lorsque Louis XIV monte sur le trône de France, le 15 mai 1643, « il y avait sur pied 166 régiments d'infanterie, dont 141 français et 25 étrangers » - ces régiments étant : « 7 régiments suisses, ayant ensemble 83 compagnies à 200 hommes (16600); 4 régiments irlandais, ayant ensemble 50 compagnies à 100 hommes (5000); 4 régiments écossais, ayant ensemble 62 compagnies de 100 hommes (6200); 8 régiments allemands, ayant ensemble 107 compagnies de 100 hommes (10700); 1 régiment liégeois, ayant 20 compagnies de 100 hommes (2000); 1 régiment italien, ayant 10 compagnies de 50 hommes (500) ».
En 1690, on compte 32 régiments étrangers au service de la France, sur un total de 155.
statistiques annuelles et détails.
1649: 170 régiments dont 39 étrangers.

1650: 151/35 - 1651: 158/35- 1652: 161/32 - 1653: 158/29 - 1654: 153/34 - 1655: 148/34 - 1656: 146/40- 1657: 145/40

1658: 145/43 dont 3 suisses, 2 écossais, 2 anglais, 1 polonais, 1 liégeois, 3 catalans, 9 allemands, 10 irlandais, 6 italiens, 6 lorrains.

1659: 101/27 dont 1 suisse, 2 écossais, 9 irlandais, 1 polonais, 1 liégeois, 3 catalans, 7 allemands, 3 italiens

1660: 80/20 dont 1 suisse, 2 écossais, 7 irlandais, 1 polonais, 1 liégeois, 2 catalans, 4 allemands, 2 italiens

1661: 60/12 dont 1 écossais, 2 allemands, 1 liégeois, 4 irlandais, 1 catalan auxquels viennent s'ajouter 12 compagnies franches suisses

1662: 58/12

1663: 55/10 dont 1 suisse, 2 écossais, 2 irlandais, 1 liégeois, 1 catalan, 3 allemands

1664: 52/6 dont 1 suisse, 1 écossais, 1 liégeois, 1 catalan, 2 allemands

1665: 52/6- 1666 : 51/6- 1667: 59/11 - 1668: 52/7- 1669: 55/7- 1670: 52/6- 1671: 61/13

1672: 65/17 dont 5 suisses, 5 d'outre-manche, 1 italien, 1 catalan, 3 allemands, 1 lorrain, 4 de Savoie

1673: 73/25 dont 5 suisses, 1 écossais, 5 anglais, 2 italiens, 1 catalan, 3 allemands, 1 lorrain, 3 wallons, 4 de Savoie

1674: 77/26 - 1675: 76/23 

1676: 76/23 dont 6 suisses, 1 écossais, 3 anglais, 2 italiens, 1 catalan, 4 allemands, 2 wallons et 4 de Savoie

1677: 79/25 - 1679: 69/15 - 1681: 16 régiments étrangers pas de détails

1683: 69/15 dont 7 suisses, 2 italiens, 1 catalan, 4 allemands, 1 wallon

1684: 100/15 dont 7 suisses, 2 italiens, 1 catalan, 4 allemands, 1 wallon

1688: 140/24 dont	7 suisses, 4 italiens, 1 catalan, 4 allemands, 5 wallons et 3 piémontais

Nota : Pas de données disponibles pour les années 1678, 1680, 1682, 1685-7 et 1689.

### LeXVIIIesiècle
Guerres européennes
Guerre de succession d'Espagne (1701-1714)
Plusieurs régiments étrangers servirent dans les rangs français lors de la décisive bataille de Blenheim : le régiment allemand de Greder (2 bataillons, 1 000 hommes), le régiment de Zurlauben (2 bataillons, 1000 h.), le régiment italien de St Segond (1 bataillon, 500 h.), le régiment italien de Montroux (id.), le régiment wallon de Robecque (2 bataillons, 1 000 h.), le régiment de Dauphin Étranger (cavalerie, trois escadrons, 360 h.) ainsi que trois régiments de la Brigade irlandaise - Dorrington, Clare et Lee - servant au sein d'un corps commandé par le Lieutenant-Général Marquis de Rosel, à raison d'un bataillon de 500 hommes chacun.
Soutien à la cause jacobite 
Au cours de la dernière phase de la campagne, les Jacobites ont été renforcés avec des unités de l'armée régulière française. Ces unités, comme les « Fitzjames' Horses », sous le commandement de Charles de Fitz-James, et les « piquets irlandais » étaient issus de la Brigade irlandaise, le Royal Écossais étant engagé à leur côté. Les listes de prisonniers établies par les Anglais, à la suite notamment des interrogatoires menés par le capitaine Eyre, montrent que certains de ces hommes étaient des Anglais prétendant avoir été enrôlées de force ou capturés comme prisonniers de guerre sur les navires britanniques. Les « Fitzjames' Horses » furent la seule unité de cavalerie jacobite à combattre toute la bataille de bataille de Culloden (1746) à cheval. Environ 500 « piquets irlandais » prirent part à la bataille, dont certains auraient été des anciens soldats du 6th (Guise's) Foot enrôlés à la suite de la prise de Fort Augustus. Le Royal Écossais comptait également des déserteurs dans ses rangs et son commandant, James Drummond, tenta de lever un deuxième bataillon après l'arrivée du régiment en Écosse,.
Guerre de Sept Ans (1756-1763)
Au début de la guerre de Sept Ans, l'infanterie française comprend 32 régiments étrangers à côté de 80 régiments à recrutement français. Les régiments étrangers se répartissent en 12 régiments allemands, 10 suisses, 7 irlandais, 1 écossais et 2 italiens.
Campagnes coloniales et « guerre d'Amérique »

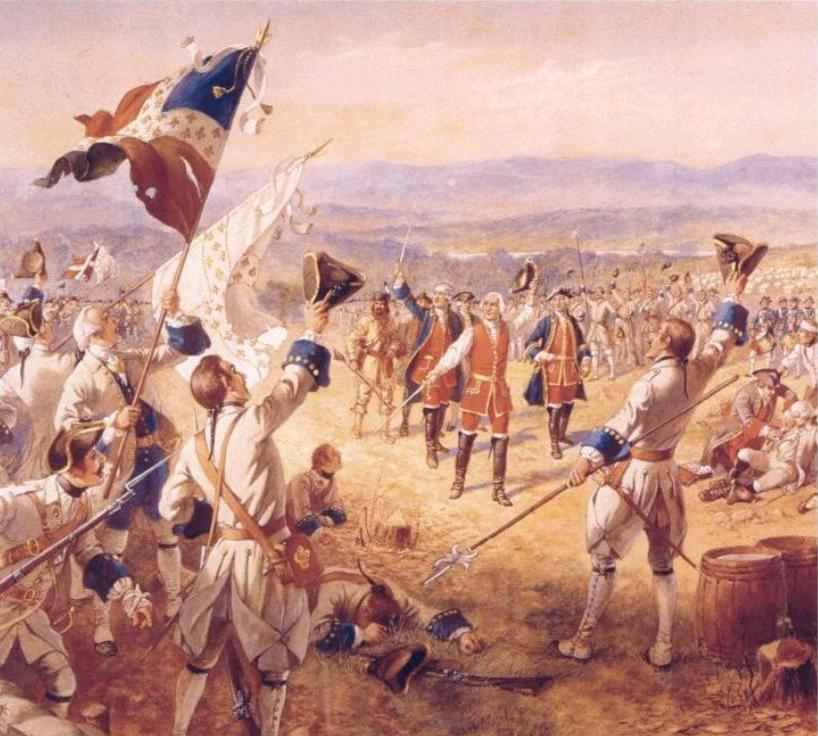
Victoire des troupes de Montcalm à la bataille de Fort Carillon, d'après H.A. Ogden. Les volontaires étrangers servirent dans les rangs français tout au long des guerres coloniales qui opposèrent la France et le Royaume-Uni au XVIIIe siècle, notamment au sein des régiments et compagnies franches de Marine.

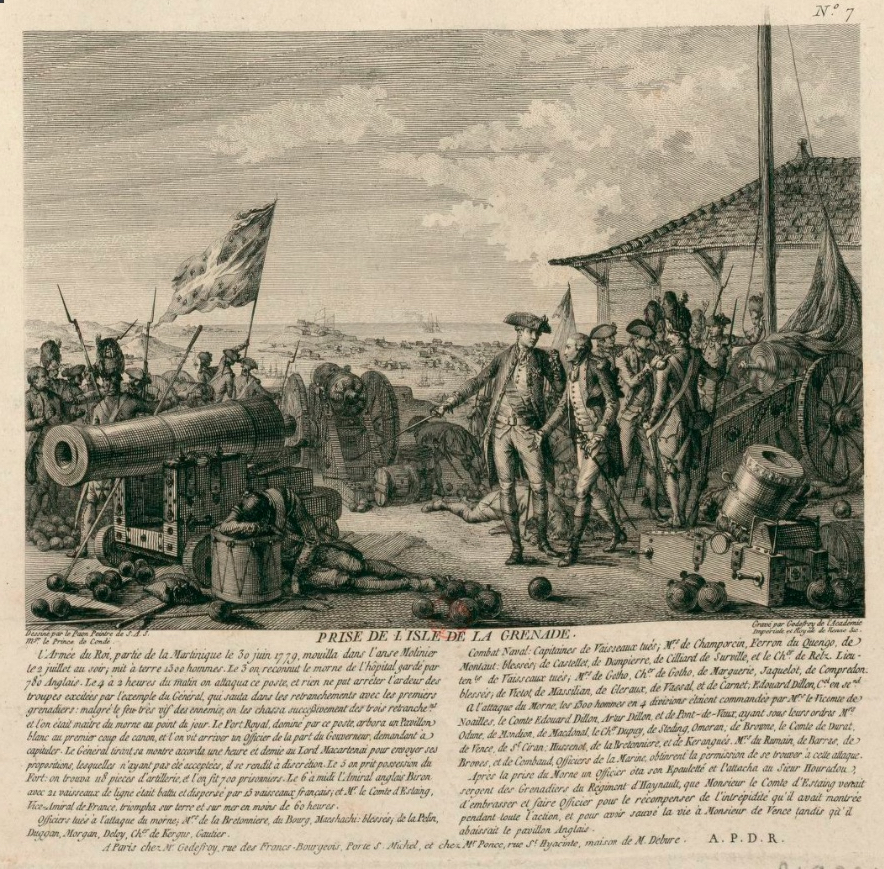
Prise de la Grenade en juillet 1779 auquel participa le régiment irlandais de Dillon, le nom de son colonel, Arthur Dillon, figurant dans la légende du document.

Le XVIIIe siècle verra, notamment sous l'impulsion de Richelieu, le véritable développement du premier empire colonial français. Cette course aux colonies va régulièrement mettre le royaume de France en concurrence avec le Royaume-Uni, provoquant de nombreux conflits qui connaîtront leur point d'orgue avec la « guerre d'Amérique » qui aboutira à l'indépendance des États-Unis.
Indes orientales
Comme ses concurrentes anglaise, suédoise ou encore hollandaise, la Compagnie française des Indes orientales leva, à titré privé, des troupes chargées de la protection des Établissements français de l'Inde. Ces milices privées coloniales étaient composées de Français, d'Européens et d'indigènes (Cipayes). C'est Joseph François Dupleix, gouverneur des colonies, qui créa la première compagnie d'indigènes cipayes.
Campagnes coloniales du XVIIIe siècle
La France s'opposa tout au long du siècle au royaume de Grande-Bretagne lors de différents conflits qui se disputèrent aussi sur des champs de bataille outre-mer. C'est ainsi que divers éléments de régiments étrangers se retrouvèrent postés aux colonies :
- Le régiment de Dillon (Régiment irlandais - cfr infra), à La Grenade, Sainte-Lucie, Tobago, Saint-Christophe et enfin Saint-Domingue (1792).
- Le régiment de Walsh (id.), au Sénégal, aux Antilles, à Savannah, à Tobago.
- Le régiment de Lally (id.), aux Indes, à Pondichéry.
- Le régiment de Berwick (id.), à l'Isle-de-France, puis en Amérique.
- Le régiment de La Marck (Régiment allemand - id.) à l'Isle-de-France, aux Indes, puis à Saint-Domingue[15].

La France dans la guerre d'indépendance des États-Unis
régiments étrangers au sein des contingents français pendant la guerre d'Amérique
Les légions de marine aux Antilles, 2e et hussards de la 1re à Yorktown - Bouillon à Minorque et Gibraltar - Dillon aux Antilles et à Savannah - Deux-Ponts à Yorktown - Suédois à Minorque et Gibraltar - Walsh : vaisseaux et Tobago - Roussillon aux Indes sources
Le régiment irlandais Dillon est aux Antilles, il prendra part à la prise de la Grenade en 1779.
Avril 1780 : régiments allemands de Deux-Ponts et Anhalt à Brest + Légion de Lauzun dont le commandant en second est le comte irlandais Arthur Dillon (corps exp de Rochambeau). Faute de navires suffisants, l'acheminement du corps expéditionnaire se fera en plusieurs convois successifs et seul Deux-Ponts ainsi que la Légion de Lauzun partent avec les premières troupes. Le 23 mars 1781, le Sagittaire et six navires de transport sous la conduite du bailli de Suffren quittent Brest en emportant six cent trente trois recrues supplémentaires du régiment de Dillon qui débarquent en juin à Boston. Le régiment Deux-Ponts est alors à Providence. En juillet le corps français, dont fait partie le régiment, rejoint Washington au camp de Philipsburg.
DOCU : 
Les régiments étrangers et la Révolution française (1789-1792)
La révolution de 1789

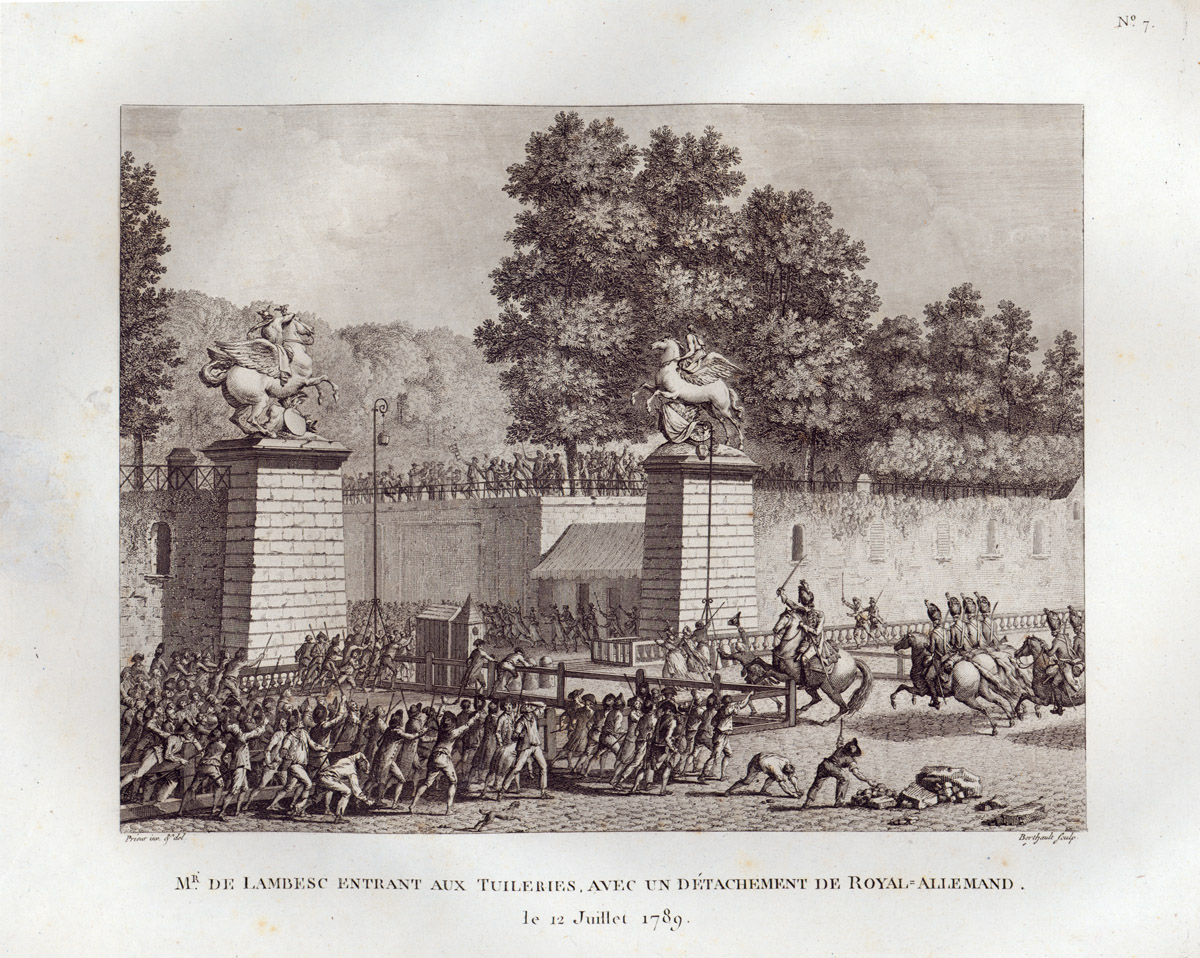

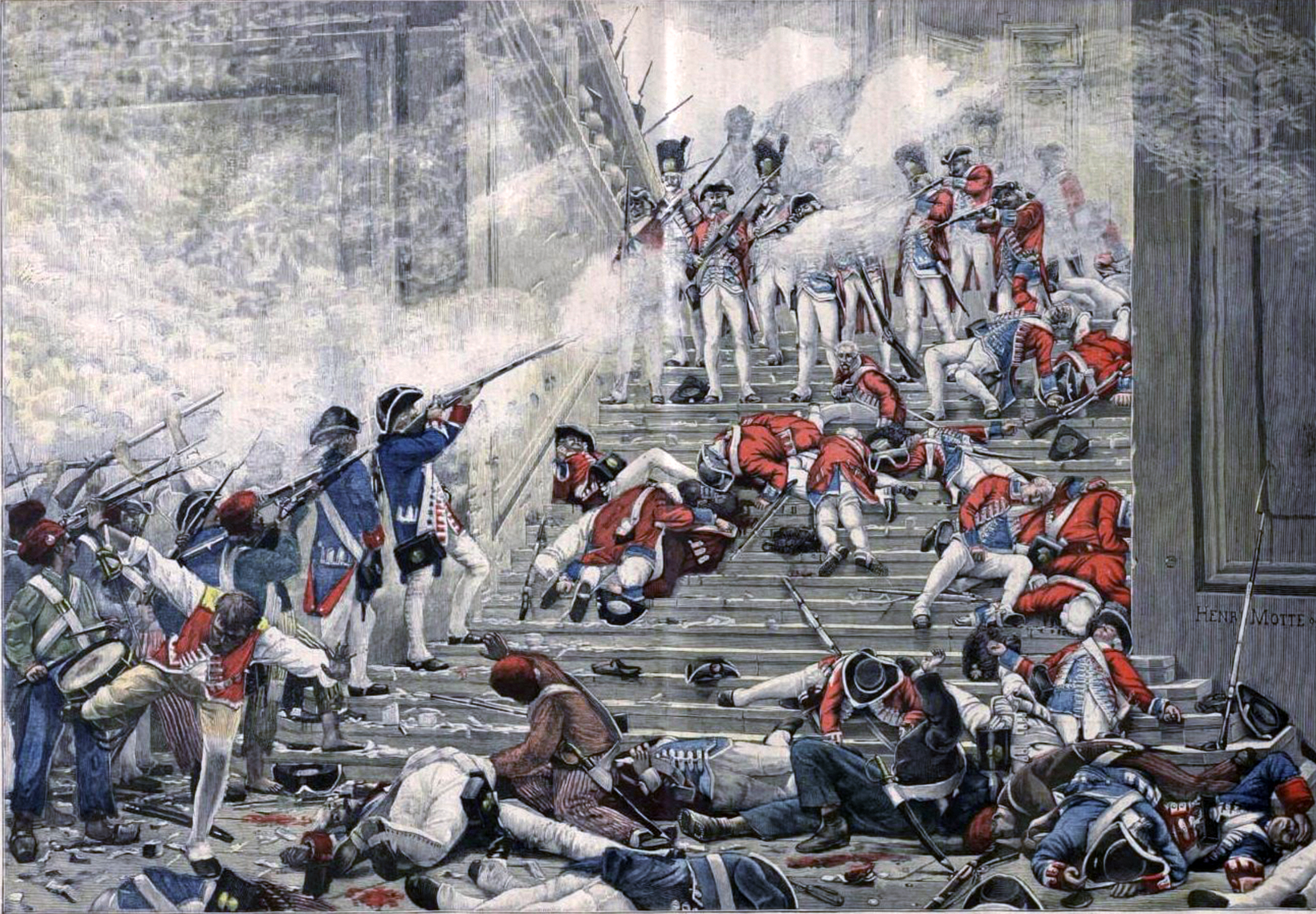
L'ultime résistance des Gardes suisses lors de la prise des Tuileries le 17 août 1792.

Les Invalides, qui habituellement montaient la garde de la prison de la Bastille, avaient été renforcés par un détachement de 32 grenadiers d'un des régiments de mercenaires suisses appelés à Paris par la monarchie vers la fin de juin 1789. Après la chute de la Bastille, les Gardes-Françaises intervinrent pour protéger les soldats suisses et les invalides de la garnison, bien que deux des derniers ont été rapportés comme ayant été lynchés.
La réforme de 1791
Avec la Révolution, les régiments d'infanterie perdent leurs appellations régionales ou nationales, entraînant ainsi la disparition des régiments étrangers en tant que corps distinctifs dans l'armée française.
La prise des Tuileries

## Infanterie

### L'infanterie dans les armées de l'Ancien Régime
In 1684 a great expansion and reorganization of the French army started - Les réformes de Choiseul.

### Régiments suisses
Il faut distinguer les troupes suisses des autres contingents étrangers: les Suisses servent le roi de France en vertu de « contrats » - les Capitulations - passés avec les Cantons qui définissent les modalités de leur service alors que les autres troupes sont levées directement par leur colonel en territoire étranger et sont utilisées comme un régiment de recrutement français, le régiment concerné étant fréquemment licencié à la fin de la campagne.

#### Régiments et unités
- Bandes suisses : premières unités militaires permanentes étrangères recrutées et soldées

- Cent-Suisses : compagnie d'infanterie d'élite créée en 1471 - licencié en 1792

- Gardes suisses : créée en 1616 - licencié en 1792
- Régiment de Molendin:
- Régiment de Am Bühl: créé en 1641 avec 10 compagnies - licencié en 1648 ou 1649.
- Régiment de Rahn ou Rhom: licencié en 1648
- Régiment de Praroman puis Reynold: En 1648 son nom change à Reynold - licencié en 1653
- Régiment de Lochmann: crée en 1648 - licencié en 1654

- Régiment d'Erlach : créé en 1672
- Régiment de Stuppa : créé en 1672 - licencié en 1792
- Régiment de Salis : créé en 1672 - licencié en 1792
- Régiment de Pfiffer : créé en 1672 - licencié en 1792
- Régiment de Greder : créé en 1673 - licencié en 1792
- Régiment de Stuppa le jeune : créé en 1677 - licencié en 1792
- Régiment de Salis : créé en 1690 - licencié en 1792
- Régiment de Courten : créé en 1690 - licencié en 1792
- Régiment de Travers : créé en 1734 - licencié en 1792
- Régiment de Lochmann : créé en 1752 - licencié en 1792
- Régiment d’Eptingen (de Schonau / de Reinach) : créé en 1758 - licencié en 1792
- Régiment de Karrer : créé en 1719 - incorporé dans le régiment de Béarn en 1763

### Régiments irlandais et écossais
En 1688, le roi Jacques II d'Angleterre et d'Irlande et VII d'Écosse (1633-1701) fut détrôné par un coup d’État, appelé par les historiens Glorieuse Révolution, mené par une armée hollandaise de 25 000 hommes, dont plus de 7 000 huguenots français. Le roi est chassé et une bonne partie de ses partisans, les jacobites, se réfugie en France, se regroupant autour de la cour jacobite de Saint-Germain en Laye. Les historiens évaluent à 40 000 le nombre de réfugiés jacobites en France, qui ont émigré après la Glorieuse Révolution, dont environ 60 % étaient irlandais, 34 % anglais et 6 % écossais. Parmi eux, 40 % étaient de familles aristocratiques, dont un grand nombre d'officiers de l'armée du roi,.

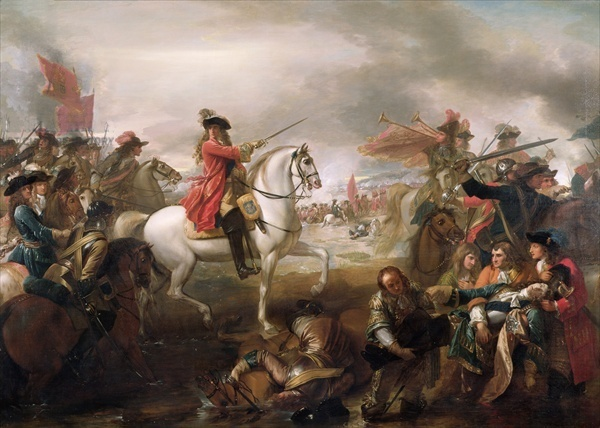
La défaite du roi Jacques II à la bataille de la Boyne marqua l'arrivée massive de soldats irlandais en France en 1690.

Pour soutenir la cause de ses hôtes, Louis XIV accepta d’envoyer en 1690 des troupes en Angleterre sous le commandement du duc de Lauzun, un proche de la cour anglaise en exil, mais exigea en échange que cinq régiments d’infanterie irlandais passent à son service. Alignant deux bataillons à huit compagnies de cent hommes, ces régiments sont, jusqu'en 1691, composés essentiellement de Jacobites anglais, mais ensuite les « oies sauvages », c'est-à-dire les Irlandais, arrivent en masse, à la suite du traité de Limerick - en particulier les troupes de Jacques II demeurées sous le commandement de Patrick Sarsfield. Ces régiments reçoivent aussi les déserteurs de l'armée anglo-hollandaise, adversaire des Jacobites. Après la mort de Patrick Sarsfield à Huy quelques jours après la bataille de Neerwinden (29 juillet 1693), ces unités seront dirigées par le lieutenant général Justin MacCarthy, Lord Viscount Mountcashel, sous le commandement des colonels Daniel O’Brien, Arthur Dillon, Richard Butler et Robert Fielding.
La « brigade Mountcashel » - qui deviendra la « Brigade irlandaise » à la mort de son chef en 1694 - comprenait donc dans un premier temps cinq régiments soit 5 371 officiers et soldats. Lors de la réforme de 1697-1698, elle en comptait 6 039. Chaque régiment se composait alors de deux bataillons comprenant quinze compagnies de cent hommes. The five battalions traded to France in 1690 were reorganized into three regiments to serve in Italy - Mountcashel, O'Brien, and Dillon.
Les historiens de l'Irlande fixent le nombre de militaires jacobites passés au service de Louis XIV, après le traité de Limerick, à un peu plus de 19000. En ajoutant la brigade de Mountcashel, débarquée dès avril 1690, on obtient un total de 25 000 officiers et soldats. Les « vols d'oies sauvages » se poursuivirent encore dans les dernières années du XVIIe siècle et de nouvelles recrues vinrent combler les vides d'après 1697, date où Louis XIV licencia une partie de ses régiments étrangers. La réforme de 1763 les réduisit à moins de 4 000 officiers et soldats. L'immigration jacobite fournira à l'armée française 14 de ses lieutenants-généraux et 18 maréchaux de camp.
Régiments irlandais
Régiments écossais
Premiers écossais au temps de la guerre de Cent Ans. Après Flodden (1513) nouveaux arrivages. Gardes écossaises au service du roi dès la Renaissance (voir infra)
Régiment de Douglas
Régiment Royal-Écossais
Lord John Drummond, Earl of Perth rassemble à la création du régiment 500 soldats qui par l'Ordonnance du 1er août 1744 forment le Royal-Écossais. The officers and men used to form the regiment came from several different sources, firstly from Scotsmen serving in the Irish regiments, Scottish exiles living in France together with recruits smuggled out of Scotland. With an effective of 500 men and officers assembled at St.Omer, with John Lord Drummond as lieutenant colonel, (as for all Royal Regiments, the King of France was always the colonel). Il est incorporé dans le régiment de Bulkeley en 1762.
Régiment d’Ogilvy
Ce régiment, écossais lui aussi, levé en 1747 est incorporé dans le régiment de Clare en 1770.

### Régiments allemands

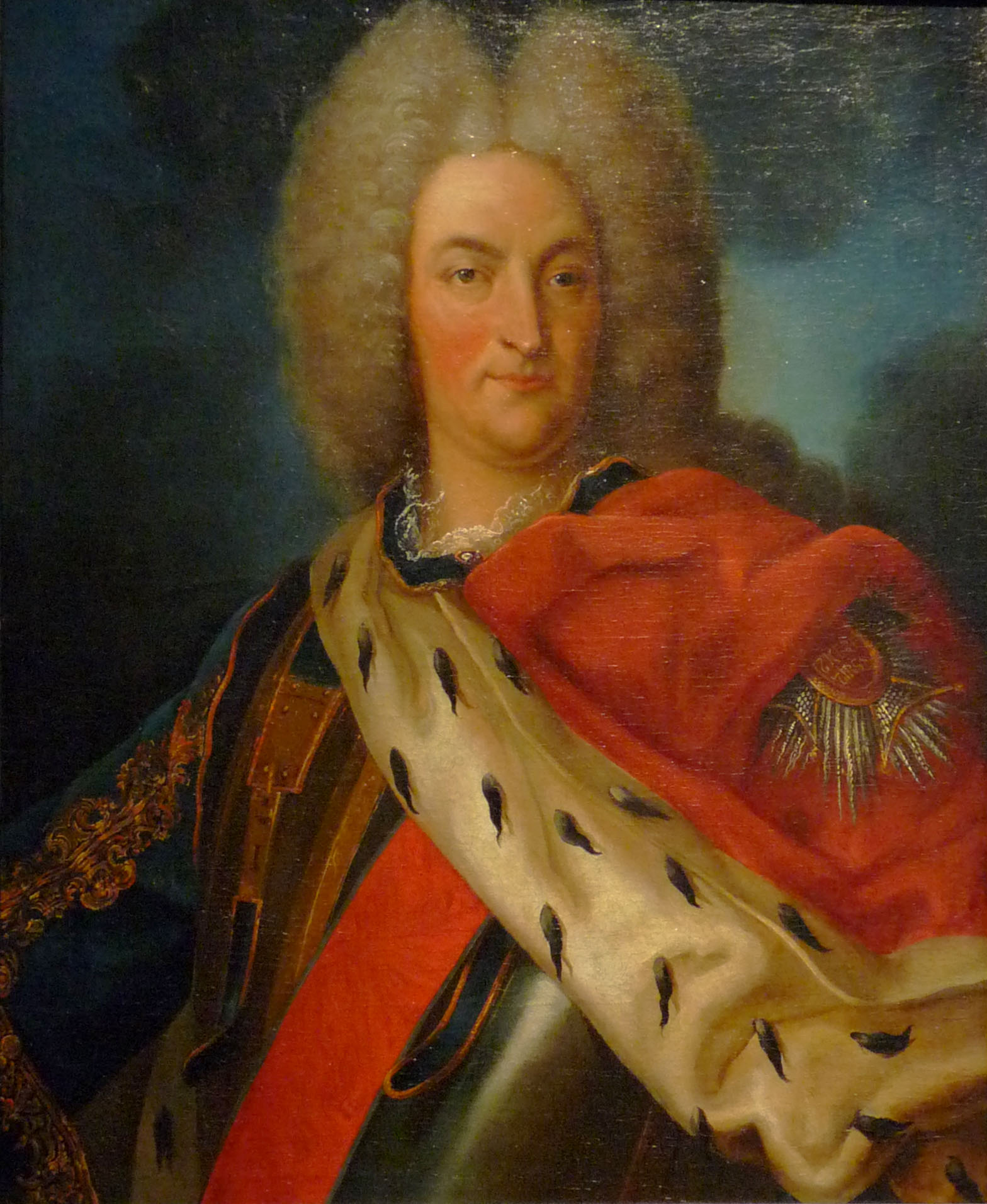
Christian III de Deux-Ponts-Birkenfeld, colonel-propriétaire du régiment Alsace-Infanterie en 1696, huile sur toile de Joseph Matter, Musée historique de Strasbourg.

En 1690, il y a trois régiments à recrutement purement « allemand » : Alsace, Greder (ex Fürstenberg) et Surbeck auquel viendra s'adjoindre le Régiment de Leisler (futur Royal-Suédois).
En 1757, il y a 12 régiments allemands. Ils alignent chacun entre un et trois bataillons. Un bataillon aligne 6 compagnies de 85 hommes.
Après la fin de la guerre de Sept Ans, les régiments allemands sont réorganisés. Les plus faibles, cinq, sont supprimés. Les régiments restant passent à trois bataillons, Alsace gagnant aussi un bataillon pour passer à quatre.

### Régiments danois et suédois
Régiment de Yoel
Le régiment des Gardes du cardinal de Furstemberg, venu en France en 1689, est envoyé en Roussillon où, avec 6 compagnies allemandes, il forme le régiment de Yoel. Le régiment de Yoel devient en 1692, « régiment de Royal Danois ». Il sera licencié en 1698.
Royal-Suédois
Après la bataille de Fleurus, le 1er août 1690, un nouveau régiment « allemand » est créé sous le nom de Leisler. Il incorpore des prisonniers de l'armée des Provinces-Unies, en majorité originaires de la Poméranie suédoise en Allemagne, avec un colonel-propriétaire et des officiers suédois. Il changera également plusieurs fois de dénomination : régiment de Lenck en 1714 puis régiment d’Appelgrehn (105e RI) en 1734.
En récompense de sa fidélité et de ses services pendant la guerre de succession de Pologne, Louis XV lui attribua le nom d’honneur de « Royal Suédois » et le régiment obtiendra les privilèges des régiments royaux en 1742. Ses douze compagnies sont organisées en deux bataillons. En 1791, il devient le 89e régiment d’infanterie de ligne.
- Régiment Royal-Suédois : at least one Irishman, Daniel Charles, Count O'Connell (en), was a Lieutenant-Colonel in the regiment. Count Axel von Fersen bought the regiment (or rather the position of Colonel) in 1783, according to some in order to be able to stay close to the Queen of France Marie Antoinette. He remained in command of the Regiment until the beginning of the French Revolution in 1789, and officially this was the case when, in 1791, all royal foreign regiments were disbanded.

### Régiments italiens
Régiments piémontais et « italiens »
L'armée du Roi-Soleil comprend plusieurs régiments à recrutement italien. Mais ils accepteront de plus en plus de recrues françaises.
En 1690, il y a 4 régiments authentiquement italiens : Royal-Italien, Royal-Montferrat, Saint-Laurent et Santena. Ils alignent 1 bataillon (2 pour Saint-Laurent). Les trois régiments prêtés par le duc de Savoie Victor-Amédée II en garnison en Flandre sont dissous quand celui-ci passe dans le camp des ennemis du roi de France. D'autres régiments sont alors levés en récupérant les soldats licenciés mais dès 1737, seul subsiste le Royal-Italien dont le colonel et tous les officiers doivent être italiens de naissance. En 1757, il ne subsiste plus que deux régiments « italiens », le Royal-Italien - qui sera licencié en 1782 en n'ayant plus d'italien que le nom - et le Royal-Corse. Chacun n'aligne qu'un seul bataillon de 9 compagnies de 84 hommes.
Régiment Royal-Italien 
Régiment de Montferrat
Régiment de Saint-Laurent : dédoublé en 1692 pour former Royal-Savoie et Nice.
Régiment de Santena
Régiment de Thouy 1 bataillon (licencié en 1706) (Piémontais),
Régiment de Montroux 1 bataillon (licencié en 1715) (Italien)

### Régiments à recrutement corse
Au début du XVIe siècle, l'opposition entre la France et le Saint-Empire romain germanique en Italie amène l'alliance française avec les Turcs, alors en pleine expansion en Méditerranée au détriment des républiques italiennes peu ou prou liées à l'Espagne et aux Habsbourg. La Corse, alors sous domination génoise - Gênes étant sous tutelle espagnole - devient la cible des opérations franco-turques en 1553. Les troupes françaises sont renforcées par des mercenaires italiens et corses rassemblés par Sampiero de Bastelica, grand capitaine passé au service des Français après avoir été au service des Médicis. Il a mis sa bande composée essentiellement de Corses au service du roi de France pour conquérir la Corse. Après cinq années de troubles pendant lesquelles les Corses se partagent entre partisans de Gênes et de la France, les traités du Cateau-Cambrésis du 2 avril 1559 scellent finalement la retraite française.
- Régiment Ornano-Corse[20] (1569-1626) : c'est un régiment réuni par Alfonso Geronimo ou Alphonse d'Ornano, fils de Sampiero Corso et de Vannina d'Ornano. Après l'assassinat de Sampiero Corso, en 1567, la république de Gênes propose aux soldats de la bande de Sampiero Corso de s'exiler en France. Le roi Charles IX accepte de les recevoir. Les 300 soldats commandés par Alfonso d'Ornano quittent la Corse le 1er avril 1569ls sont organisés en trois compagnies de 100 hommes. En 1571, Charles IX leur accorde le droit de naturalisation et de s'établir dans le royaume. Alphonse d'Ornano est nommé colonel-général des Corses en 1584. Il a été nommé maréchal de France en 1597 par Henri IV. Son fils, Jean-Baptiste d'Ornano, lui succède comme colonel-général des Corses. Il a été nommé maréchal de France en 1626. Les compagnies ont vu leurs effectifs diminuer à 35-36 hommes par compagnie. C'est probablement la cause de son licenciement, en 1626. Les effectifs qui le composaient passent dans le régiment de Mercurino.

- Régiment d'Antomaria Casanova[21] (1622-1623) : la nomination de d'Ornano au gouvernement de Guyenne a entraîné la division du régiment Ornano-Corse en deux parties : d'Ornano commande les compagnies se trouvant à Bordeaux. Antomaria Casanova commande alors les compagnies stationnées en Languedoc et en Provence. Une ordonnance du 3 mars 1622 a créé un second régiment corse sous le commandement d'Antomaria Casanova. Le régiment est licencié le 14 février 1623 pour être incorporé au régiment Ornano-Corse.

- Régiment de Peri[22] : (1 bataillon) (1673-1682 et 1690-1715) (Corse)

- Régiment Royal-Corse[23] : en 1739, apparaît un premier régiment Royal-Corse composé de natifs de l'Île de Beauté, alors sous domination génoise depuis 1511. Il subsista jusqu'en 1762, époque à laquelle il fut versé dans le Royal-Italien dont il constitua le 2e bataillon. Le régiment Royal-Corse réapparaît en 1766, lors de la deuxième conquête de la Corse, ne comptant alors qu'un bataillon. Après la réunion de la Corse à la France, ce régiment, ainsi que les légions corses d'infanterie légère et les milices, seront assimilés aux régiments français et les soldats et officiers corses serviront dès lors indistinctement dans tous les régiments nationaux.

1739 : 13 janvier, le lieutenant-général Jean-Baptiste-François des Marets, marquis de Maillebois, reçoit les instructions pour aller commander l'armée du Roi en Corse.
1739 : avril, Maillebois organise en Balagne, des compagnies de volontaires corses au service de la France. Ces compagnies constituent les premiers noyaux du futur régiment le Royal-Corse
1739 : mai, les pieve de Casinca, Ampugnani, Campulori, ainsi que Corte et le Nebbiu, fournissent des compagnies de volontaires corses - qui constitueront des légions d'infanterie légère - à Maillebois, - voir Corse
- Compagnies de volontaires (1768-1769). Les compagnies de volontaires sont composées de supplétifs levés localement encadrés par des notables locaux acquis à la France. Ils ont pour but de lutter contre les paolistes. Raphaël de Casabianca et Matteo Buttafoco sont autorisés à lever ses volontaires. Buttafoco va trouver ces premiers volontaires dans la population d'origine grecque dans la région d'Ajaccio

- Légion Corse[24] (1769-1775) ou légion d'Arcambal, du nom de son colonel propriétaire, Antoine Joseph d'Eslacs du Bouquet, marquis d'Arcambal. Une ordonnance du 26 avril 1775 fait passer la légion corse dans le régiment Royal-Corse. Les Grecs avaient fourni à Gênes trois compagnies placées sous les ordres du colonel Michel Stephanapoli. Après la signature du traité de Versailles, en 1768, ils se sont mis au service du roi de France. Ces compagnies ont joué un rôle important dans la lutte contre les troupes paolistes.

- Régiment Buttafoco infanterie[25] (1769-1772) : ce régiment à la taille d'un bataillon de 9 compagnies, une de grenadiers et huit de fusiliers. Il est créé par l'ordonnance du 1er octobre 1769. Ce régiment composé uniquement de Corses est placé sous les ordres du colonel Matteo Buttafoco (ou Buttafuoco). Quand Louis XVI décide en 1772 de créer en Corse des tribunaux spéciaux pour juger des bandits ou des fugitifs, il est décidé de dissoudre le régiment pour l'envoyer en Corse pour servir de force publique. Le 23 août 1772, le régiment Buttafoco infanterie a quitté Marseille pour la Corse où il devient le régiment provincial de l'île de Corse[26] (1772-1791).

En juillet 1768, à la suite du traité de Versailles, la France obtient de la république de Gênes d'exercer à sa place ses droits souverains sur l'île. En fait, au départ, il s'agit seulement d'une délégation : la France est chargée d'administrer la Corse durant dix ans et de la pacifier. Gênes étant dans l'incapacité de rembourser à la France ses frais, l'île a continué à être administrée par la France. En 1789, alors que la Révolution éclate en France, l'Assemblée nationale, incitée par une lettre d'un comité patriotique de Bastia, décrète que la Corse est désormais partie intégrante du royaume. Le 15 janvier 1790, la Corse devient un département français avec Bastia comme chef-lieu et les citoyens corses deviennent des citoyens français.

### Régiments «étrangers»
Régiment de Zurlauben
Ce régiment étranger a pour particularité historique d'être donné, selon les sources, pour suisse (levé à titre privé et donc non capitulé), allemand ou wallon,. Il porte en effet le nom d'une famille helvétique de longue date au service de la France - Béat Jacques II de Zurlauben, qui en fut vraisemblablement le créateur, se distinguant à sa tête sous Louis XIV. Créé avant 1690 (1687?), il aligne à cette date trois bataillons (22 compagnies). Il recrute notamment des natifs de tous les États allemands comme des déserteurs d'origine allemande, de toute provenance. Des documents d'époque attestent également de la présence de Wallons dans ses rangs.
Engagé en soutien de la cause jacobite, le régiment sera annihilé en couvrant les troupes vaincues du roi Jacques à la bataille de la Boyne,. Reconstitué, il sera une nouvelle fois détruit à la bataille de Blenheim en 1704. Reconstitué une seconde fois, il accueillera Béat Fidèle Antoine Jean Dominique de La Tour-Châtillon de Zurlauben, neveu du précédent, qui servira dans ses rangs pendant la guerre de Succession d'Autriche.
Une Marche pour le régiment de Zurlauben fut composée par Martin Hotteterre (mort en 1712), « musette et hautbois du Roy » qui participa en 1660 aux représentations de Xerse de Pier Francesco Cavalli dans la Grande Galerie du Louvre, avec des ballets de Lully,.
Régiment des volontaires étrangers de Clermont-Prince
Régiment composite d'infanterie et de cavalerie (dragons).
Régiment des Étrangers de Dunkerque
Régiments à recrutement catalan
- Régiment de Margarit : formé en 1653 avec dix compagnies. En janvier 1657 il était réduit à six compagnies, nombre qui se maintient jusqu'en décembre 1658, date à laquelle il est dissout.
- Bataillon catalan: en 1655 la Députation qui siège à Perpignan essaye de reconstituer le bataillon catalan. Les troupes catalanes se voient attribuer des officiers français. L'année suivante avec les déroutes de Berga et Solsone et la diminution des zones de la Catalogne sous contrôle français, toute référence au bataillon disparait.

- Régiment d'Ardena : formé en juillet 1656 avec six compagnies, le régiment augmente à douze compagnies puis se réduit à dix en 1658. Le régiment est réformé en 1660.

- Régiment de fusiliers d'Hocquincourt : formé en 1653 avec dix compagnies. Il est composé de soldats roussillonnais armés de fusils plutôt que de mousquets. En 1656 il passe en Flandres. En 1658 il fait la campagne d'Italie, il est amalgamé au régiment d'Alméric d'Este qui comprend alors quinze compagnies.

- Régiment Catalan-Mazarin : formé en mai 1657 avec deux bataillons composés chacun de neuf compagnies[32]. Son premier colonel est le baron de Caramany. En 1661, il est renommé Royal-Catalan puis il prend son nom définitif en 1667 et devient le Royal-Roussillon. Ce régiment français recrute donc en Roussillon et accueille des déserteurs de l'armée espagnole.

## Cavalerie

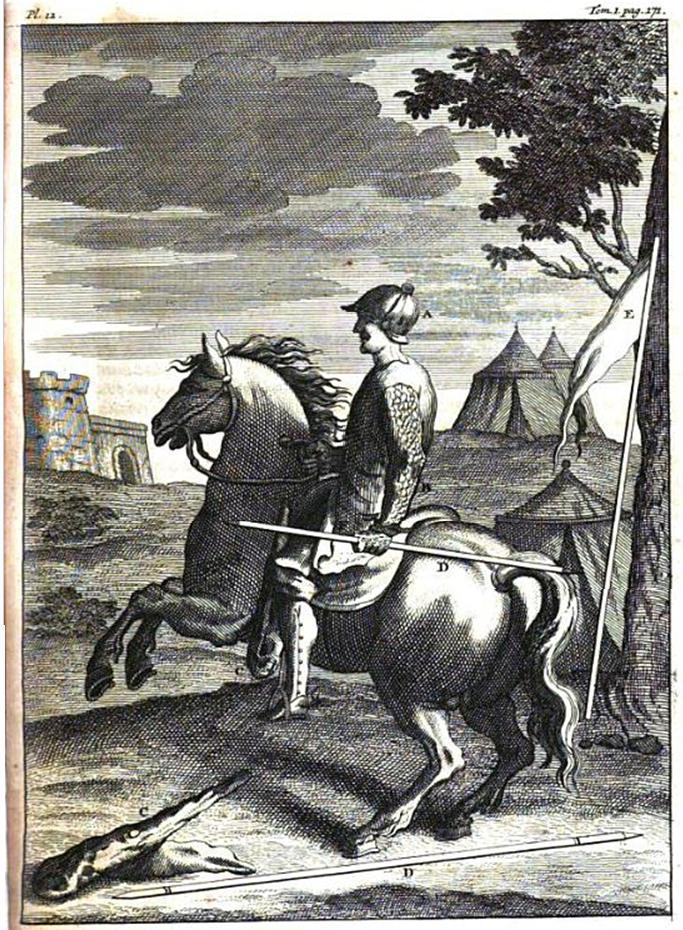
Estradiot au service de la France. Gravure tirée d'un ouvrage de Gabriel Daniel, 1724.

Au Moyen Âge, les rangs de la cavalerie étaient exclusivement constitués par la chevalerie qui se réservait l'apanage de servir au sein de cette « arme noble », alors « reine des batailles ». Renaissance - guerres de Religion : nombreux reîtres servent dans les rangs de la cavalerie française.

### Gendarmes écossais
Fin de la guerre de Cent Ans : une unité de gendarmerie écossaise constituée de gentilshommes écossais montés.

### Catalans
Lors de la guerre des Faucheurs (1640-1659), plusieurs Catalans prennent le parti de la France contre les Castillans. Le roi de France cherche alors à s'attacher définitivement la fidélité des meilleurs officiers catalans et assurer le maintien de la Catalogne dans le giron français. Pour intégrer ces hommes aux armées françaises, plusieurs régiments sont levés, et notamment des régiments de cavalerie :
- Régiment d'Aguilar : formé en 1647 avec quatre compagnies comme le premier régiment catalan payé par le roi. Son colonel, le marquis d'Aguilar, est également gouverneur de la Catalogne réunie à la France depuis les accords de Peronne en 1641. En 1647 le régiment se voit autorisé deux compagnies de plus. À partir de 1653 ses effectifs diminuent à trois ou quatre compagnies. En effet, la chute de Barcelone le 13 octobre 1652 et de la plus grande partie du territoire catalan rétrécit considérablement les possibilités de recrutement. Le 30 novembre 1658 le régiment est réduit à une compagnie franche.

- Régiment d'Ardena : formé en 1653 avec huit compagnies (le même nombre que celles du Batalló). Son colonel, le comte d'Ille, était colonel de la cavalerie du Batalló, il abandonne Barcelone avec ses fidèles après le siège. À la fin de la campagne de 1657 le régiment passe en Italie. Le 29 novembre 1658 le régiment est réduit à une compagnie franche.

- Régiment de Calvo : formé en mars 1654 avec quatre compagnies. Son colonel est le comte de Calvo, brillant général qui termine sa carrière lieutenant-général des armées. Le régiment sert d'abord en Catalogne avant d'être réduit à la compagnie de mestre de camp en 1660. Le régiment est rétabli cinq ans plus tard, pour être une nouvelle fois réduit à une compagnie en 1668. Le régiment est définitivement rétabli en 1671.

- Régiment de Montclar : formé en 1653 avec cinq compagnies. Son colonel est le baron de Montclar. Il sert en Flandres. La date de sa réforme est inconnue.

- Régiment d'Alméras : formé en mars 1654 avec six compagnies. Son colonel, le marquis de Mirevaux est davantage connu pour ses qualités de marin. Le régiment fait les campagnes de 1654 et 1655 en Catalogne. Après ces campagnes, il prend ses quartiers d'hiver aux Landes et il est licencié en 1660.

- Régiment d'Aux : formé en mai ou juin 1653 avec quatre compagnies. Son colonel est Emmanuel d'Aux, capitaine de cavalerie catalan au service de la France. Ce régiment sert en Catalogne jusqu'à la fin de 1657, quand il est réformé.

### Croates
Ce régiment fut formé avec les débris de régiments croates au service de la France, d'où son nom en 1643 le comte Jean de Balthazard. Le 20 mai 1667, cette unité prend le nom de régiment « Royal-Cravates cavalerie ». Le 1er décembre 1761, il est renforcé par incorporation du régiment de Chabrillan cavalerie. Le 1er janvier 1791, il est renommé « 10e régiment de cavalerie ». Les maréchaux de Rochechouart, de Taillard et Yves d'Alègre ont servi dans ses rangs.
Campagnes et batailles
- 1667-1668 : guerre de Dévolution
- 1672-1678 : guerre de Hollande
- 1684 : Roussillon
- 1688-1697 : guerre de la Ligue d'Augsbourg
- 1701-1713 : guerre de Succession d'Espagne
- 1719 : Espagne
- 1734 : guerre de Succession de Pologne
- 1740-1748 : guerre de Succession d'Autriche : le 11 mai 1745, le régiment prend part à la bataille de Fontenoy[note 13]
- 1756-1763 : guerre de Sept Ans

### Régiment de Saxe-Volontaires
Créée en 1713, cette unité de cavalerie est composée de 6 brigades. Chaque brigade doit être composée de 64 volontaires (lanciers), assistés d'autant de « pacolets » (dragons) - le recrutement devant être polonais, tartare ou valaque. Cette unité, à la réputation douteuse, sera en grande partie licenciée à la fin de la guerre de Succession d'Espagne. Recréée en 1751 sous le nom de « Dragons volontaires de Schomberg ».

## Autres troupes étrangères
Aux côtés de ces régiments existèrent aussi d'autres phalanges aux effectifs variables, mêlant infanterie, dragons et cavalerie légère, qui reçurent généralement le titre de « légions » ou de « Compagnies franches ». Ces unités eurent souvent une existence assez brève, n'étant parfois levées que le temps d'une campagne, leurs effectifs étant par ailleurs d'origines nationales très variées.

### Gardes écossaises

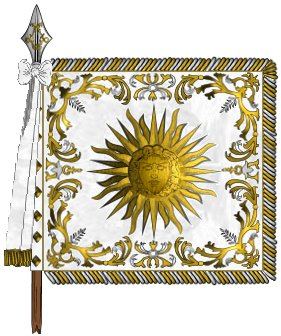
Étendard de la première compagnie (écossaise) des Gardes du corps du Roi.

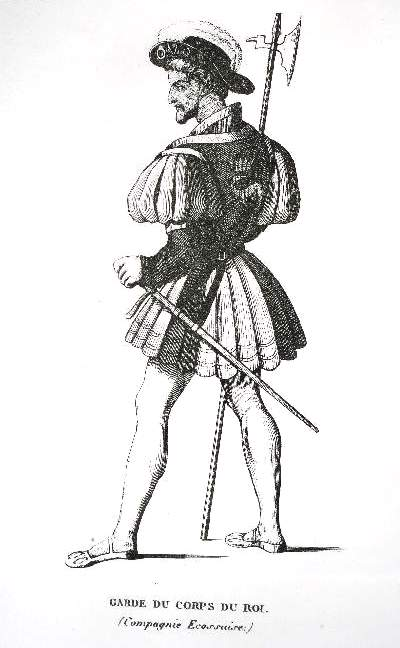
Garde du corps du Roi (Compagnie écossaise) d'après Paul Lacroix.

Une première compagnie de gardes du corps écossaise fut levée vers 1423 ou 1448. Avec l'expansion du corps - 1 600 hommes sous Louis XIV, la première compagnie conservera traditionnellement le titre « d'écossaise » même si sous François Ier, ses rangs s'étaient ouverts aux gentilshommes français. À la fin de l'Ancien régime, ceux-ci d'ailleurs en constituaient exclusivement les effectifs qui ne conservaient plus d'écossaises que quelques traditions comme le mot de ralliement « amyr » - contraction de l'anglais « I am here » (litt. « je suis ici »).

### Légions et compagnies franches de la Marine
Le 1er septembre 1778 voit la création du corps des Volontaires-Etrangers de la Marine, affecté au service de la Marine et des Colonies pour participer à la guerre contre la Grande-Bretagne et composé en théorie de 8 légions mixtes et d'une compagnie générale. Trois légions seulement furent réellement mises sur pied.
- 1re légion de volontaires étrangers de la marine
- 2e légion de volontaires étrangers de la marine

5 mars 1780, la 2e Légion des volontaires étrangers de la marine change de nom pour devenir la « Légion des volontaires étrangers de Lauzun » ou « Légion de Lauzun ». Cette unité est présente aux États-Unis de juillet 1780 à mai 1783. Le 14 septembre 1783 elle devient le « régiment de hussards de Lauzun » et passe au service du ministère de la guerre. En 1791, l'unité devient le 6e régiment de hussards.
- 3e légion de volontaires étrangers de la marine

- Compagnies franches de la Marine

## Statut, état et relations avec la société civile

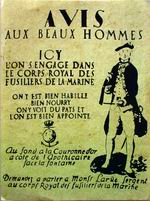
Affiche de recrutement pour les fusiliers de la Marine sous Louis XV. Les régiments et compagnies franches de la Marine enrôlèrent de nombreux volontaires étrangers. Démobilisés, bon nombre d'entre eux s'installaient alors dans les colonies françaises où ils avaient servi et combattu.

### Statuts administratifs
Si le service au sein d'un régiment étranger était - en principe - interdit aux sujets français du Roy, rien n'empêchait toutefois un membre de la noblesse française de se porter acquéreur d'un régiment étranger et de sa charge de colonel. Ainsi peut on lire dans les mémoires de Armand-Louis de Gontaut Biron, duc de Lauzun : « .. M. de Saint-Germain renvoya le baron de Wimppfen me dire que le corps de 1.200 chasseurs à cheval, qu'il avait l'intention de créer, ne pouvant avoir lieu; il avait fait un arrangement pour que M. de Schomberg me cédât la propriété de son régiment étranger de dragons .. ».
un mot sur le statut particulier des Suisses.

### L'immigration militaire
Les Irish : La déclaration royale du 30 novembre 1715 accorda la nationalité française aux officiers, gens de guerre et soldats ayant servi dix ans, sans qu'ils soient tenus de prendre des lettres de naturalité.

## Memorabilia
Souvenir des gardes écossaises in Quentin Durward de Walter Scott.

### Traditions des régiments étrangers de l'Ancien Régime
En 1791, année qui vit véritablement la fondation de l'armée républicaine, de nombreux régiments étrangers, tant d'infanterie que de cavalerie, furent « débaptisés » en recevant un numéro d'ordre dans les rôles de l'armée (voir corps du texte). Ces régiments ainsi nouvellement « créés » reprirent - et, pour ceux qui existent encore aujourd'hui, perpétuent - les traditions des défunts « ci-devant » régiments.
The French revolutionists abolished Swiss troops, but Napoleon I obtained (1803) several Swiss regiments, which were virtually annihilated in the Russian campaign of 1812.

### Musées et archives

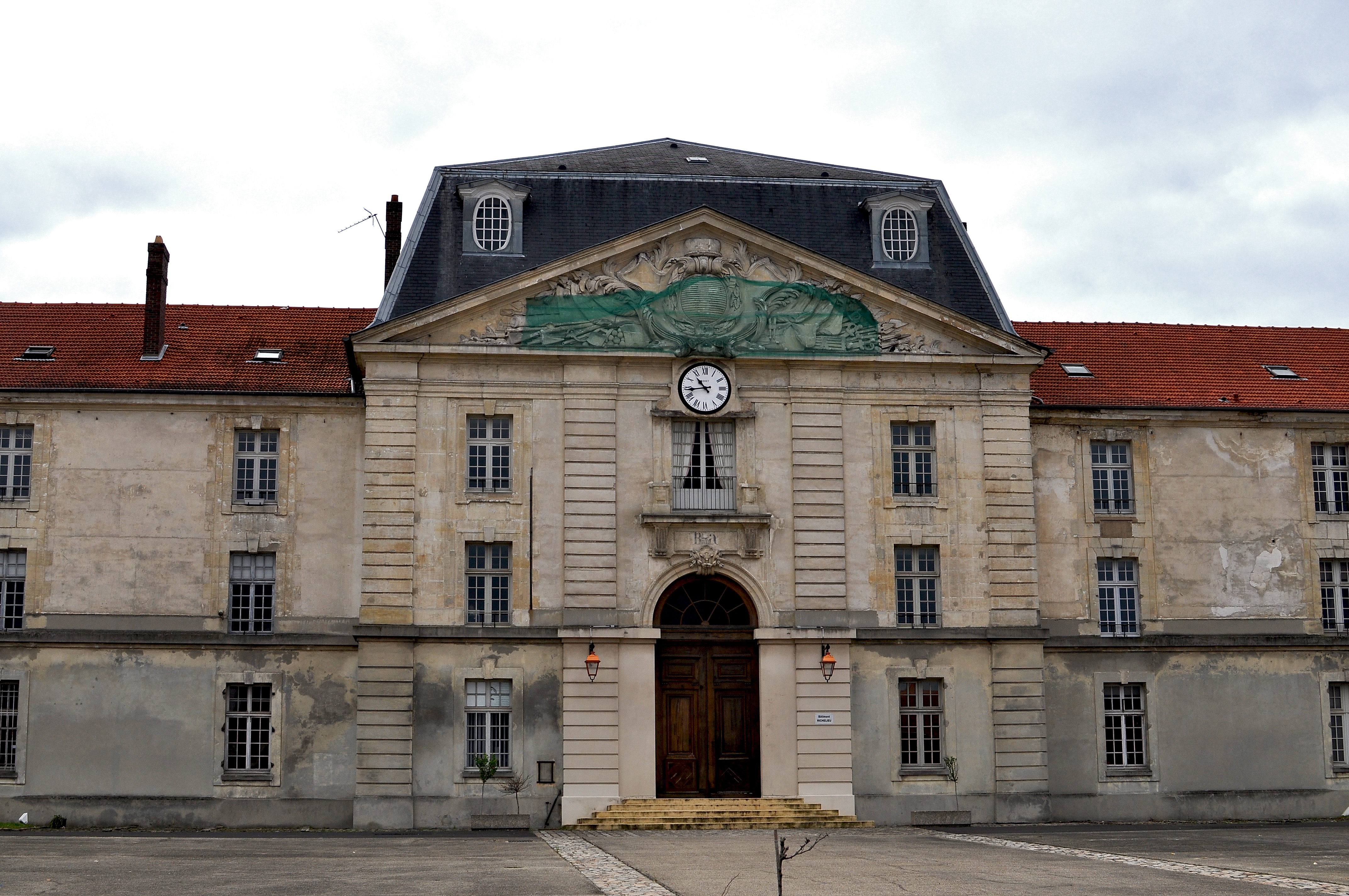
La Caserne Guynemer à Rueil-Malmaison abrite le musée consacré aux Gardes suisses.

- Musée Massey à Tarbes dans le jardin Massey :

« La collection « historique des hussards », qui a acquis une réputation internationale, rassemble plus de 15 000 objets évoquant 400 ans d’histoire, du XVIe au XXe siècle, dans trente pays différents. Elle a été constituée à partir de 1955 par Marcel Boulin, alors conservateur du musée, pour lier l'élevage du cheval anglo-arabe à la présence des régiments de hussards en garnison à Tarbes. La présentation au public, dans le musée rénové, suivra un déroulement chronologique de l'épopée des hussards de 1545 à 1945. Le parcours muséographique, faisant appel aux nouvelles technologies multimédia, permettra de découvrir deux cents mannequins et bustes, six cents armes et une centaine de peintures d'artistes tels que Horace Vernet, Ernest Meissonnier ou Édouard Detaille »
- Le Service historique de la Défense conserve en ses archives de nombreux documents relatifs aux régiments étrangers qui servirent l'Ancien régime[41].
- Le Cabinet des Estampes du Musée royal de l'armée et de l'histoire militaire de Bruxelles conserve dans ses collections l'ouvrage du Docteur Lienhart et de René Humbert Les Uniformes de l'armée françaises de 1690 à nos jours (1895) ainsi que 450 planches uniformologiques de Noirmont et Marbot datant des années 1830-1860 et l'ouvrage de Lucien Mouillard intitulé Les Régiments français sous Louis XV (édition de 1887) qui furent les principales sources d'inspiration de Liliane et Fred Funcken pour la réalisation de leur ouvrage L'uniforme et les armes des soldats de la guerre en dentelle (deux tomes - voir bibliographie)[42].